# Arne Brustad
Arne Brustad (Oslo, 14 april 1912 – aldaar, 22 augustus 1987) was een Noors voetballer die gedurende zijn carrière als linkeraanvaller speelde voor FC Lyn Oslo. Hij overleed op 75-jarige leeftijd in zijn geboorteplaats Oslo.

## Interlandcarrière
Brustad won met het Noors voetbalelftal de bronzen medaille op de Olympische Zomerspelen 1936 in Berlijn, Duitsland. Hij nam in de troostfinale tegen Polen (3-2) alle drie de treffers voor zijn rekening, waardoor de ploeg onder leiding van bondscoach Asbjørn Halvorsen een medaille veiligstelde. Tevens maakte hij deel uit van de Noorse selectie voor het WK voetbal 1938. In totaal speelde hij 33 interlands voor zijn vaderland, en scoorde hij zeventien keer in de periode 1935-1946.